# Zuidelijke maagbroeder
De zuidelijke maagbroeder (Rheobatrachus silus) is een uitgestorven kikker uit de familie Australische fluitkikkers (Myobatrachidae).

## Uiterlijke kenmerken
De mannetjes werden 33 tot 41 millimeter lang en de grotere vrouwtjes bereikten een lichaamslengte van 44 tot 54 millimeter. De lichaamskleur was bruin tot zwart, over de rugzijde waren enkele vlekkerige lichtere plekken aanwezig. Van het oog tot aan de voorpootoksel was een donkere streep aanwezig, alle poten hadden een donkere bandering. De achterpoten waren voorzien van grote zwemvliezen, aan de voorpoten ontbraken dergelijke vliezen.

## Voortplanting
Het vrouwtje legde 18 tot 25 eieren, die vervolgens na de bevruchting werden ingeslikt en in haar maag werden uitgebroed. De eieren bevatten blijkbaar een stof, die het verteringsproces van de maag tijdelijk kon blokkeren, zodat een normale ontwikkeling van de jongen kon plaatsvinden. Als de eieren uitkwamen, zochten de kleine kikkertjes zich een weg naar de mond van de moeder.

## Verspreidingsgebied
Deze soort kwam alleen voor in de Blackall en Conondale Ranges in Zuidoost-Queensland in Australië.

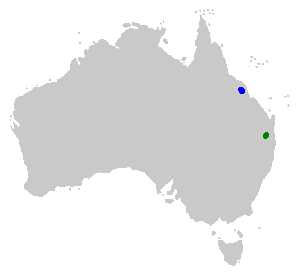
Verspreidingsgebied van de zuidelijke maagbroeder in het groen, de verspreiding van Rheobatrachus vitellinus is in het blauw weergegeven.